# Villa del Rey
Villa del Rey (extremadurai nyelven Villa'l-Rei) település Spanyolországban, Cáceres tartományban. Villa del Rey Alcántara, Mata de Alcántara és Brozas községekkel határos. Lakosainak száma 116 fő (2024).

## Népesség
A település népessége az elmúlt években az alábbi módon változott:
| Lakosok száma | 180  | 143  | 137  | 157  | 144  | 137  | 130  | 128  | 128  | 116  |
|               | 2001 | 2004 | 2006 | 2009 | 2011 | 2014 | 2016 | 2019 | 2021 | 2024 |